# Palác šlechtičen
Palác šlechtičen (někdy též Ústav šlechtičen, či Škola Panny Marie, německy Marie Schul) je stavba v centru Brna, jedna z výstavních budov Moravského zemského muzea. Je sídlem Etnografického ústavu MZM.
Budova se nachází v centru města, v severovýchodním rohu brněnského Náměstí Svobody, na nároží ulic Kobližná a Běhounská.

## Historie

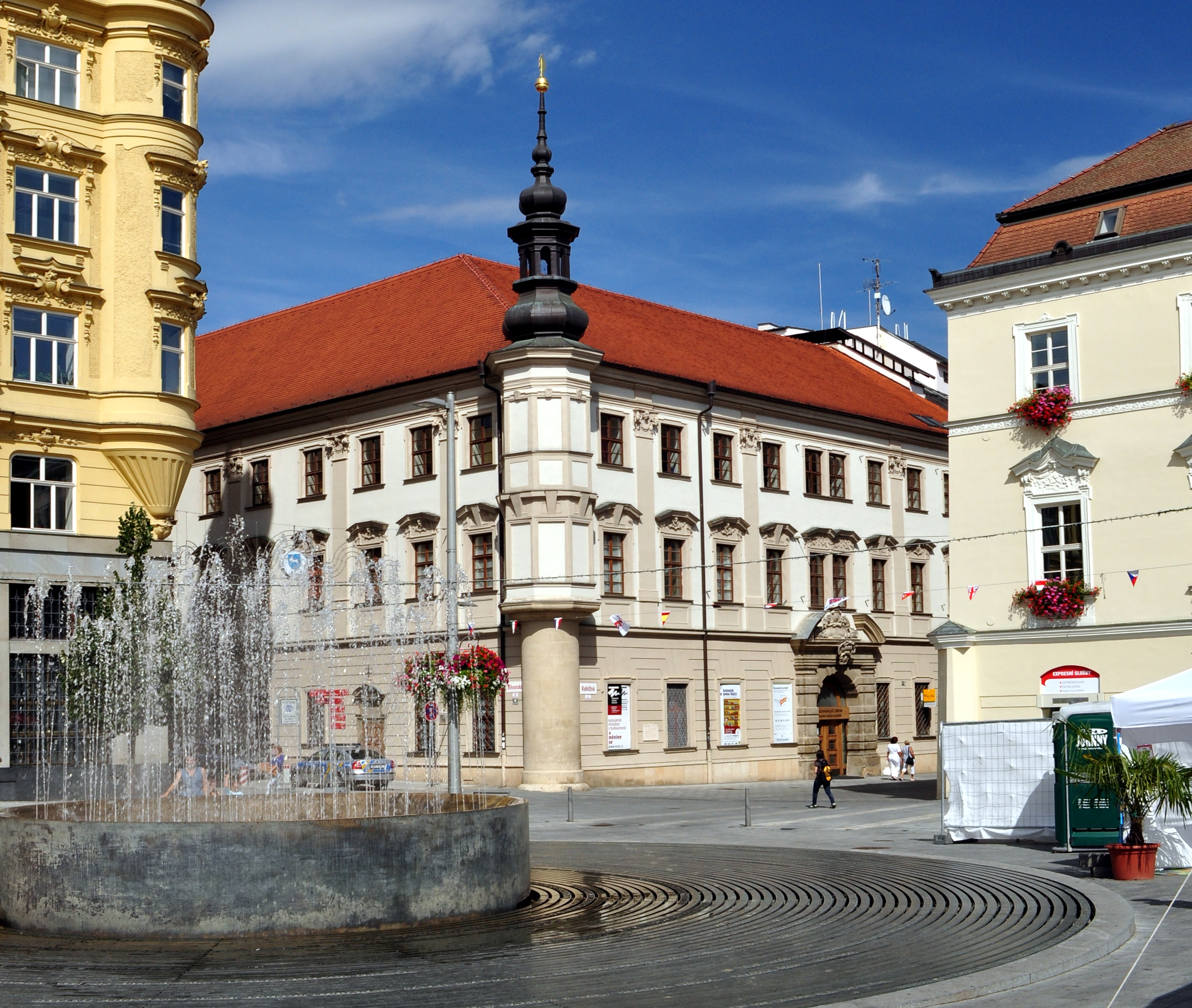
Palác šlechtičen - pohled z Náměstí Svobody

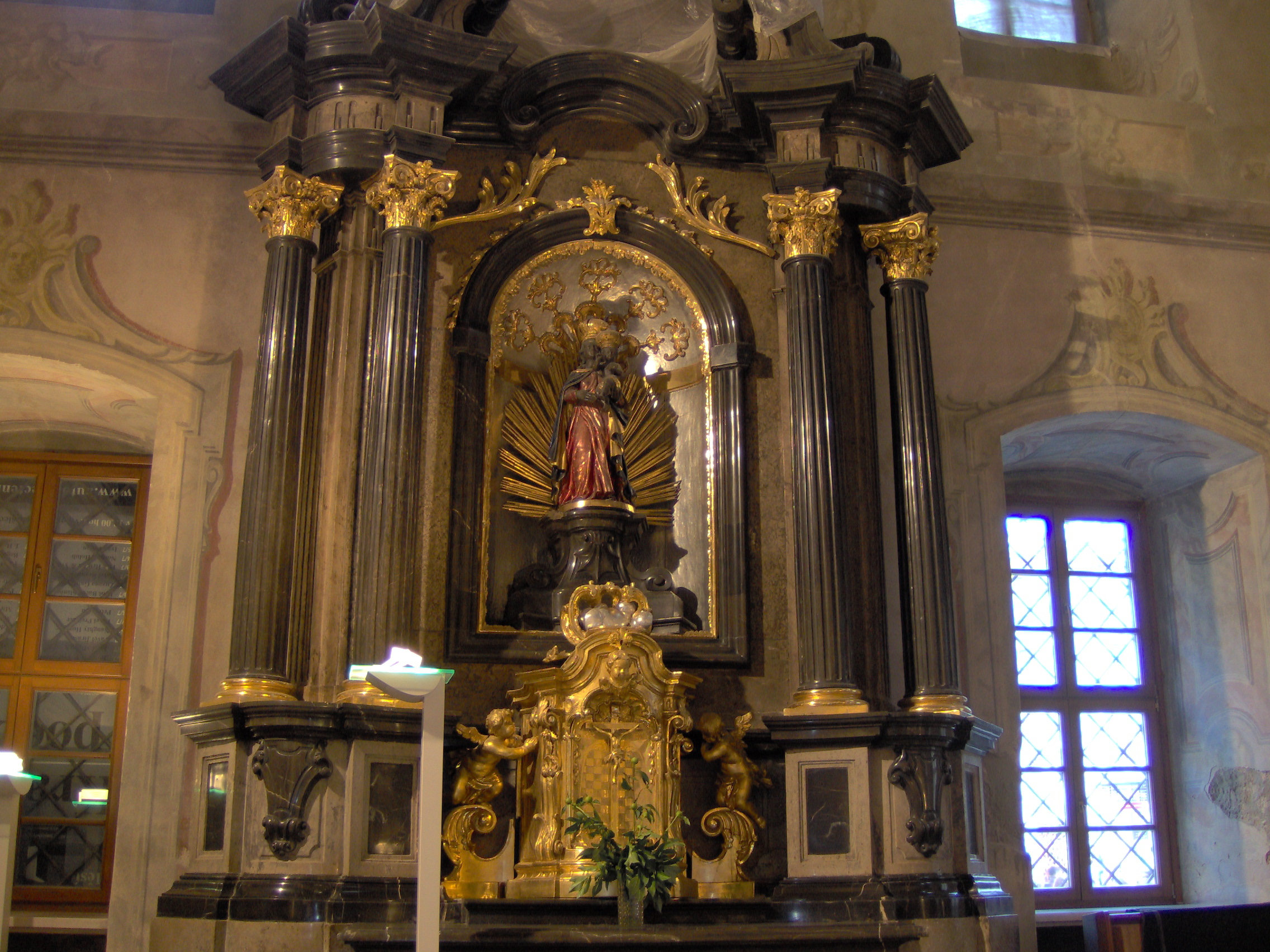
Barokní oltář v palácové kapli

Ústav pro výchovu dívek ze šlechtických rodin, tehdy pod názvem Ústav Obětování Panny Marie, založila ovdovělá hraběnka Jana Františka Priska Magnisová v roce 1654. 
V letech 1674–1679 vystavěl brněnský stavitel Jan Křtitel Erna jednopatrovou budovu ve stylu barokního městského paláce, obrácenou do ulice Kobližná výrazným portálem s bosáží. V roce 1680 povolil biskup Karel II. z Lichtenštejna-Kastelkornu sloužení mší v kapli paláce.
V letech 1790–1791 byl palác V. J. Eitelbergerem rozšířen, zvýšen o další podlaží a propojen se sousedním Althanským palácem. V interiéru se dochovala mariánská kaple s pozdně barokními freskami Josefa Sterna z roku 1756. Na oltářích se v minulosti nacházela díla sochařů Ondřeje Schweigla a jeho otce Antonína. Od staršího Schweigla se v kapli dochovala socha kající se sv. Máří Magdalény na zpovědnici.  
Palác sloužil jako nadační zařízení pro výchovu opuštěných šlechtických a měšťanských dívek.

## 20. století – současnost
Při americkém náletu na Brno v roce 1944 byl sousední Althanský palác poškozen natolik, že po roce 1948 došlo k jeho demolici, stejný osud hrozil i Paláci šlechtičen. V průběhu 50. let 20. století se však tuto cennou stavbu podařilo zachránit pro kulturní účely, budovu získalo do užívání Moravské zemské muzeum. Významný brněnský architekt profesor Bohuslav Fuchs vypracoval velkorysý projekt rekonstrukce budovy, přizpůsobený muzejním potřebám, respektující však její původní historickou podobu. Náročná rekonstrukce byla realizována od roku 1957, v roce 1961 již byla otevřena etnografická expozice „Lid v pěti generacích“, která sloužila veřejnosti s menšími úpravami až do podzimu 1999. V letech 2000–2002 byl Palác šlechtičen rekonstruován znovu, od roku 2003 zde probíhaly menší i rozsáhlé krátkodobé výstavy. Po poslední rekonstrukci paláce, v dubnu 2022, proběhlo slavnostní otevření expozic "Loutkářské umění" a "Tradiční kultura na Moravě v zrcadle času". Součástí expozice je i vzácná barokní kaple, kterou si návštěvníci smí prohlédnout. K aktivitám pro veřejnost patří i přednášková činnost nebo koncerty.
V budově má sídlo Etnografický ústav MZM (pracovny, knihovna, depozitáře, laboratoř), dále Dětské muzeum a Metodické centrum muzejní pedagogiky.
Dlouho se jednalo o rozšíření Paláce šlechtičen dostavbou na místě vybombardovaného Althanského paláce, nakonec však zde vyrostla v 90. letech 20. století budova Komerční banky, která volnou parcelu od města získala.